# 奧西歐拉站
奧西歐拉站（英語：Osceola station）位衣阿華州奧西歐拉鎮的一座客運鐵路車站，位於該州首府得梅因南45至50英里。

## 相關鏈接
- Osceola Amtrak Station (USA RailGuide -- TrainWeb) （页面存档备份，存于）

41°02′14″N 93°45′54″W / 41.0372°N 93.7650°W